# Sympetrum evanescens
Sympetrum evanescens är en trollsländeart som beskrevs av Marmels 1992. Sympetrum evanescens ingår i släktet ängstrollsländor, och familjen segeltrollsländor. IUCN kategoriserar arten globalt som akut hotad. Inga underarter finns listade i Catalogue of Life.